# Dave Whitcombe
David (Dave) Whitcombe (Chatham, 27 juni 1954) is een Engels darter en tweevoudig Embassy-finalist. Van zijn vijftiende tot 1975 werkte hij als dokwerker in de haven van Chatham, vanaf 1980 ging hij zich fulltime bezighouden met darten.
In de jaren '80 was Whitcombe een van de toonaangevende darters in dat decennium. Zowel in 1984 als 1986 reikte de man uit Kent tot de finale van de roemruchte Embassy, waarin beide malen dartslegende Eric Bristow veel te sterk bleek (7-1 en 6-0 sets). Tweemaal legde Whitcombe beslag op de Winmau World Masters: in 1982 klopte hij in de finale in Kensington de Schot Jocky Wilson met 2-1 in sets. Drie jaar later, in 1985, herhaalde hij die prestatie door Noord-Ierlands Ray Farrell met 3-0 te verslaan.
In 1988/89 won Whitcombe tevens News of the World Darts Championship na een overwinning op Dennis Priestley. Wanneer een aantal topspelers zich na onenigheid met de World Darts Federation in 1993 afscheiden, besluit Whitcombe gedesillusioneerd te stoppen met professioneel darten. In een verklaring op zijn opmerkelijke besluit te stoppen met darts zei hij: "I gave up due to an accumulation of things".
Desondanks hield Whitcombe nooit helemaal op met darten en geruchten over een mogelijke terugkeer laaide op. Hij vierde in 2004 zijn comeback, na een afwezigheid van ruim 10 jaar in de dartswereld, in het circuit van de PDC. Tijdens het Ladbrokes World Darts Championship van 2006 kwam het daadwerkelijk tot een rentree van de ervaren rot op het podium in zijn partij tegen Roland Scholten (1-3 sets). Zijn lage rankingpositie ten spijt probeert Whitcombe zich nog altijd voor elk tv-toernooi te kwalificeren.

## Gespeelde WK-finales
- 1984 Eric Bristow - Dave Whitcombe 7 - 1 (‘best of 13 sets’)
- 1986 Eric Bristow - Dave Whitcombe 6 - 0 (‘best of 11 sets’)

## Resultaten op Wereldkampioenschappen

### BDO
- 1980: Laatste 16 (verloren van Bobby George met 0-2)
- 1981: Laatste 16 (verloren van Eric Bristow met 0-2)
- 1982: Laatste 16 (verloren van Steve Brennan met 0-2)
- 1983: Kwartfinale (verloren van Eric Bristow met 3-4)
- 1984: Runner-up (verloren van Eric Bristow met 1-7)
- 1985: Halve finale (verloren van Eric Bristow met 2-5)
- 1986: Runner-up (verloren van Eric Bristow met 0-6)
- 1987: Laatste 32 (verloren van Bob Sinnaeve met 2-3)
- 1988: Laatste 32 (verloren van Peter Evison met 1-3)
- 1989: Kwartfinale (verloren van  Bob Anderson met 3-4)
- 1990: Laatste 32 (verloren van Chris Whitling met 2-3)
- 1991: Kwartfinale (verloren van Eric Bristow met 3-4)
- 1992: Laatste 32 (verloren van Per Skau met 1-3)

### WDF
- 1983: Halve finale (verloren van Jocky Wilson met 2-4)

### PDC
- 2006: Laatste 64 (verloren van Roland Scholten met 1-3)